# عبد الله السدحان
عبد الله السدحان (13 مايو 1958 -)، ممثل سعودي، وأحد رواد الدراما السعودية. شارك في بطولة الكثير من الأعمال الفنية في التلفاز والمسرح والسينما، ومن أبرز أعماله: مسلسل «طاش ما طاش»، ومسلسل «بدون فلتر».

## عن حياته
شارك في بدايته في أعمال كوميدية كثيرة، وكون ثنائياً سعودياً مع الممثل ناصر القصبي. وأنشأ مؤسسة الهدف للإنتاج الفني. بدايته عام 1974 مع محمد العلي، واكتشفه المخرج سعد الفريح ثم أعطاه دوراً عام 1977 حيث كان يخرج حفلاً لنادي الهلال، وكان السدحان من ضمن الجماهير فقدم له بطاقة دعوة للتلفزيون وبدأ بالعمل بالتلفزيون. ثم شارك في مسرح جامعة الملك سعود في الرياض فمن خلاله بدأت علاقته بالمسرح وهو من طلاب كلية الزراعة في ذلك الوقت. ثم بدأ مشواره الفني في عام 1981، وكانت بدايته مع بكر الشدي وناصر القصبي.

## أعماله

### المسلسلات
| سنة الإنتاج | اسم المسلسل                      | الشخصية           | بمشاركة |
| ----------- | -------------------------------- | ----------------- | --- |
| 1974        | أيام لا تنسى                     |                   | محمد العلي، سعد خضر. علي إبراهيم.عبد العزيز الحماد.عبد الرحمن الخطيب.محمد المفرح . علي الهويريني                                                                                             |
| 1985        | عودة عصويد                       | عناد              | محمد العلي، محمد الطويان من سوريا منى واصف، راشد الشمراني، ناصر القصبي |
| 1985        | لا يحوشك حبروك                   |                   | سعد خضر، محمد بخش، يوسف الجراح، عبد الإله السناني |
| 1989        | عيون ترقب الزمن                  | فدعان             | سعد خضر، محمد العلي، ناصر القصبي من سوريا عبدالرحمن آل رشي، منى واصف |
| 1991        | صراع الاجيال                     | خالد بن فرج       | ناصر القصبي . ماجد العبيد . إبراهيم السويلم.كاظم القلاف. علي السبع. رجاء الجداوي. أسمهان توفيق. عبد الناصر الزاير. حسن عسيري                                                                 |
| 1991        | حكايات قصيرة                     | شخصيات متعددة     | ناصر القصبي |
| 1992        | أبو مشعاب                        | ظالم              | راشد الشمراني، علي المدفع، ناصر القصبي |
| 1993 - 2011 | طاش ما طاش 18 موسم، حلقات منفصلة | شخصيات متعددة     | ناصر القصبي |
| 1994        | الغربال                          |                   | عبد الرحمن الخريجي.عبد الرحمن الخطيب. عبد العزيز الحماد. راشد الشمراني . محمد المفرح .عبد الرحمن الرقراق . محمد العيسى. مها المصري. سامية الجزائري.وفاء موصللي . أسعد الزهراني . يوسف الجراح |
| 1999        | القصر                            | مهند              | محمد العلي، ناصر القصبي من سوريا ليلى سمور، ديمة الجندي |
| 2000        | أساطير شعبية                     |                   | ناصر القصبي، محمد العلي، عبدالعزيز الحماد، يوسف الجراح، محمد العيسى |
| 2002        | خلك معي 7                        |                   | ناصر القصبي، محمد الطويان، عبد المحسن النمر . إبراهيم الحساوي.حبيب الحبيب.يوسف الجراح . بشير غنيم . فايز المالكي . فهد الحيان                                                                |
| 2002        | شوية ملح                         |                   | سمير الناصر. ناصر القصبي، راشد الشمراني عبدالمحسن النمر، فايز المالكي . فهد الحيان |
| 2004        | أبو العصافير                     | شخصيات متعددة     | خالد سامي |
| 2005        | أبيض وأسود                       | شخصيات متعددة     | ناصر القصبي |
| 2008        | كلنا عيال قرية                   | كريم              | ناصر القصبي، محمد الطويان، عبد الإله السناني، عبد الرحمن الخطيب، أغادير السعيد |
| 2009        | جاري يا حمودة                    | ضيف شرف           | يوسف الجراح، ناصر القصبي |
| 2009        | 37 درجة مئوية                    | ضيف شرف           | ناصر القصبي |
| 2012        | طالع نازل                        | المحامي أبو بندر  | حسن أبو حسنة، عبد الله السناني، ريماس منصور |
| 2012        | طيش عيال مسلسل كرتوني            | سعيدان - أبو حسين | ناصر القصبي، فهد الحيان |
| 2013        | هذا حنا                          | شخصيات متعددة     | سعد الفرج، محمد العيسى |
| 2015        | منا وفينا                        | شخصيات متعددة     | محمد العيسى، فهد الحيان، عبد المحسن النمر، زهرة عرفات |
| 2016        | مستر كاش                         | شخصيات متعددة     | محمد العيسى، يوسف الجراح |
| 2018        | بدون فلتر                        | شخصيات متعددة     | سعد خضر، سعد الفرج، محمد جابر، عبد الله السناني |
| 2019        | بدون فلتر2                       | شخصيات متعددة     | سعد خضر، عبد الله السناني، علي المدفع |
| 2020        | الشك                             | أبو طلال          | |
| 2020        | كسرة ظهر                         | سالم بوصقر        | هنادي الكندري، محمد العجيمي، اميرة محمد، فهد البناي، احمد العونان |
| 2021        | شليوي ناش                        | شلويح             | يعقوب عبدالله، عبدالعزيز النصار، رقية سلمان، لطيفة المجرن، محمد العجيمي |
| 2021        | الديك الأزرق                     | نبهان             | شيماء سيف ، بيومي فؤاد، مرزوق الغامدي، جبران الجبران، سعيد صالح |
| 2022        | سكة سفر                          | ابو مساعد         | سعد عزيز |
| 2022        | أربعيني في العشرين               | صالح              | أحمد شعيب ، شيماء سبت |
| 2023        | طاش العودة                       | شخصيات متعددة     | ناصر القصبي، عبد الإله السناني، حبيب الحبيب، بشير غنيم. |
| 2025        | هم يضحك                          |                   | فخرية خميس، شهاب حاجية، أصايل محمد. |
| 2025        | هروج                             |                   | مشعل المطيري، عبد العزيز الشهري. |

### المسرحيات
| سنة الإنتاج | المسرحية               | بمشاركة                                                                                  |
| ----------- | ---------------------- | ---------------------------------------------------------------------------------------- |
| 1984        | ثلاثة النكد            | محمد العلي، علي المدفع، ناصر القصبي                                                      |
| 1992        | قرموش وطرطوش           | ناصر القصبي راشد الشمراني                                                                |
| 1985        | تحت الكراسي            | محمد العلي، علي المدفع، ناصر القصبي                                                      |
| 1985        | المهابيل               | محمد العلي، علي المدفع، خالد سامي                                                        |
| 1987        | عويس التاسع عشر        | محمد العلي، ناصر القصبي، راشد الشمراني                                                   |
| 1988        | عودة حمود ومحيميد      | ناصر القصبي، راشد الشمراني                                                               |
| 1989        | ولد الديرة             | ناصر القصبي                                                                              |
| 1991        | للسعوديين فقط          | بكر الشدي، يوسف الجراح                                                                   |
| 2020        | الثمن                  | ناصر كرمان، شهاب جوهر، فاطمة الطباخ.                                                     |
| 2022        | أكشن يا عمري           | أحمد العونان، أميرة محمد، شيلاء سبت.                                                     |
| 2022        | أبو مساعد في مهب البيت | أحمد العونان، أميرة محمد، شيلاء سبت، نايف الظفيري                                        |
| 2022        | دولاب أمي              | بدرية طلبة، آلاء النهدي، شيخة الزويد، نجود أحمد، محمد الرزيق. وعرضت في موسم الرياض 2022. |

### الأفلام التلفزيونية
| سنة الإنتاج | السهرة           | البطولة                                          |
| ----------- | ---------------- | ------------------------------------------------ |
| 1985        | افهموني          | محمد العلي، ناصر القصبي                          |
| 1986        | رفاقة درب        | ناصر القصبي                                      |
| 1987        | حمود ومحيميد     | ناصر القصبي                                      |
| 1988        | عقاب وشيهانة     | محمد العلي، محمد الطويان، ناصر القصبي، خالد سامي |
| 1989        | كذبة بأربعة أرجل | محمد العيسى، سعاد علي                            |
| 1990        | من غير ليش       | يوسف الجراح، عبد الإله السناني                   |
| 1991        | راجعنا بكرة      | علي المدفع، عبد الإله السناني                    |
| 1992        | حلاب الذر        | علي المدفع، محمد العيسى، سعاد علي                |

### الأفلام السينمائية
| سنة الإنتاج | الفيلم   | بطولة                        |
| ----------- | -------- | ---------------------------- |
| 2023        | نورة     | يعقوب الفرحان، ماريا بحراوي. |
| 2024        | ليل نهار | زياد العمري، أبرار فيصل.     |

## الجوائز والتكريم
- ضمن أفضل 43 شخصية مؤثرة في العالم العربي من قبل مجلة news week.
- جائزة سهرة إعلان براءة حصدت الجائزة الأولى في المهرجان التلفزيوني الأول الذي أقيم بالقاهرة. والتي حصل فيها على أفضل ممثل في المهرجان.[12]
- مهرجان الخليج للإذاعة والتلفزيون-2010 : أحرز مسلسل «طاش 16» جائزة أفضل مسلسل كوميدي.
- Jordan Awards 2010 : نافس طاش 17 مسلسل «عايزة أتجوز» و«ضيعة ضايعة»، ويعتبر طاش من أفضل المسلسلات الكوميدية لعام 2010 مع المسلسلين المصري والسوري.
- كرّم في افتتاح الدورة الثالثة من مهرجان البحر الأحمر السينمائي الدولي بجائزة اليسر الفخرية عام 2023م.[13][14]

## روابط خارجية
- عبد الله السدحان على موقع IMDb (الإنجليزية)
- عبد الله السدحان على موقع قاعدة بيانات الأفلام العربية
- عبد الله السدحان على موقع قاعدة بيانات الفيلم (الإنجليزية)
- عبد الله السدحان على موقع ليتربوكسد (الإنجليزية)